# Gulpannad parakit
Gulpannad parakit (Cyanoramphus auriceps) är en fågel i familjen östpapegojor inom ordningen papegojfåglar.

## Utseende och läte
Gulpannad parakit är en liten (25 cm) lysande grön papegojfågel. Kroppen är gulgrön och hjässan gul. Ett rött band syns från pannan till näbben, liksom röda fläckar på flankerna. Vingtäckarna är violblå. Liknanden rödpannad parakit har röd hjässa och rött band från näbben till bakom ögat. Lätet är ett snabbt och ljust tjatter.

## Utbredning och status
Fågeln är endemisk för Nya Zeeland. IUCN kategoriserar arten som nära hotad.

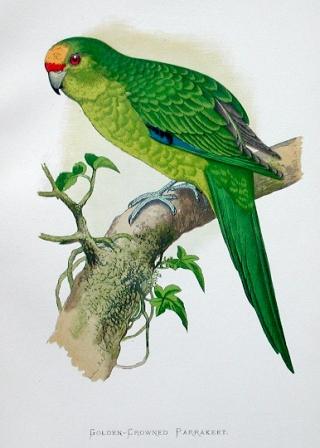